# Ami Ishii
Ami Ishii (en japonés: 石井亜海, Ishii Ami; 11 de diciembre de 2002) es una deportista japonesa que compite en lucha libre. Ganó dos medallas en el Campeonato Mundial de Lucha, en los años 2022 y 2024.

## Palmarés internacional
| Campeonato Mundial | Campeonato Mundial | Campeonato Mundial | Campeonato Mundial |
| Año                | Lugar              | Medalla            | Categoría          |
| ------------------ | ------------------ | ------------------ | ------------------ |
| 2022               | Belgrado (Serbia)  | Medalla de plata   | 68 kg              |
| 2024               | Tirana (Albania)   | Medalla de oro     | 72 kg              |